# مارسل گارچری
مارسل گارچری (انگلیسی: Marcel Garchery) پرسنل نظامی اهل فرانسه بود.